# Dismorfia Snapchat
Dismorfia Snapchat és un terme encunyat pel doctor Tijion Esho que fa referència al fenomen pel qual cada vegada més pacients de cirurgia estètica aspiren a semblar-se al seus propis selfies amb filtres. Anys enrere els clients que arribaven a les clíniques estètiques ho feien amb fotografies de famosos a les que es volien semblar-se, ara porten fotografies d'ells mateixos.
Investigadors del Boston Medical Center (BMC) ja han alertat de l'aparició d'aquest nou fenomen, i el classifiquen com un tipus de trastorn dismòrfic corporal (TDC). Es tracta d'una preocupació excessiva per un defecte percebut en la pròpia aparença. A més, aquest fenomen ja s'ha vist que afecta al voltant del 2% de la població i es classifica dins de l'espectre obsessiu-compulsiu. Són persones que busquen ajuda en la cirurgia per semblar com les versions tunejades d'ells mateixos. No es tracta d'una malaltia formal, sinó un fenomen que preocupa als treballadors del sector de la salut mental.

## Causes i conseqüències
La generació d'avui en dia no pot escapar de "l'efecte Truman" perquè han nascut en una era de plataformes socials on els seus sentiments d'autoestima es poden basar purament en la quantitat de m'agrades i de seguidors que tenen. La nostra societat està cada vegada més preocupada i obsessionada amb les xarxes socials, les imatges, les fotografies i l'aparença. A més, la sobreexposició d'imatges a la que estem sotmesos és un tema molt important que pot desencadenar en greus problemes i no només problemes d'aparença.
Sotmetre's a procediments estètics sembla cada vegada més habitual i cada vegada més celebritats en parlen més obertament dels seus "retocs". Però a part d'això, el problema principal el veiem en l'ús de les xarxes socials. Amb la difusió de les aplicacions d'edició de fotografies com Snapchat, Instagram i Facetune, la percepció física que abans només es veia en revistes femenines ara es troba en les xarxes socials. A mesura que aquestes imatges es popularitzen, les percepcions de bellesa canvien, el que pot afectar l'autoestima i desencadenar aquest tipus de trastorn. És per això que quan parlem d'aquest, gairebé nou, fenomen hem de donar-li un paper molt important a les xarxes socials. L'ús d'aquestes sembla tenir un impacte molt negatiu sobre l'autoestima, sobretot dels més joves. D'acord amb un estudi de 2015 de l'Oficina Nacional d'Estadística del Regne Unit, el 27% dels adolescents que utilitzen les xarxes socials durant més de 3 hores al dia tenen símptomes de problemes de salut mental. La combinació de tots aquests factors pot ser l'explicació a l'aparició de la "dismorfia de Snapchat".
Neelam Vashi, professor de dermatología de la Facultat de Medicina de la Universitat de Boston diu que la Dismorfia de Sapchat és la conseqüència que les persones ara puguin corregir qualsevol imperfecció amb facilitat.
"Ara veiem fotografies de nosaltres mateixos a diari a través de plataformes socials que utilitzem, cosa que ens pot fer més crítics amb nosaltres mateixos", explica el doctor Esho, qui admet que ha hagut de rebutjar a pacients que semblaven estar massa obsessionats amb semblar-se al seu filtre. Segons el doctor, aquestes fotografies com a referència estan bé. "El problema està quan aquestes es tornen més que una referència: es converteixen en com les persones es veuen a elles mateixes o quan es volen veure exactament com en aquestes imatges. Que no tan sols són poc realistes, sinó potencialment un símptoma d'altres problemes subjacents", va explicar.
"El nostre sentit del que és real, el que és possible, quan es tracta de bellesa està deformat per la nostra sobreexposició a aquestes imatges", afirma la professora de psicologia de la Universitat de Northwestern Renee Engeln. A més també diu que quan estas "malalt", no pots comprometre't amb el mon perquè entre tu i el món hi ha un mirall. Un mirall que viatja amb tu a totes parts i que sembla que no puguis deixar de banda.
"S'haurien de fer més preguntes per a descartar elements de dismorfia corporal. Tractar a pacient que mostren senyals d'alarma no només no és ètic sinó que també és perjudicial pel pacient, ja que necessita altres coses que cap agulla ni bisturí mai podrà corregir".

## Casos reals
Crystal és una noia a la qual sempre li ha agradat intercanviar selfies amb els seus amics, però moltes vegades es parava una estona abans d'enviar el seu: "No podia deixar de mirar la manera en la que el filtre de Snapchat em canviava la cara", va dir a una entrevista de la BBC.
"Em definia la barbeta, em marcava els pòmuls i em feia el nas més recte, que es una cosa que jo sempre havia volgut".
Així que en un intent per semblar-se a la versió de si mateixa amb el filtre de les flors d'Instagram, va decidir injectar-se al nas i sota els ulls els tan famosos "fillers". Explica que la gent no es va donar compte i ara ella ja se sent més segura a l'hora de compartir fotografies a les xarxes socials. Però ella forma part del creixent nombre de joves que busquen, amb els procediments estètics una manera més de semblar-se als seus selfies. Ja que la quantitat de pacients que han fet el mateix que la Crystal, o que ho han volgut fer, ha crescut més d'un 40% entre els anys 2013 i 2017.